# Defensa eslava
|       |       |       |       |       |       |       |       |       |  |
|       | a8 rd | b8 nd | c8 bd | d8 qd | e8 kd | f8 bd | g8 nd | h8 rd |  |
| a7 pd | b7 pd | c7    | d7    | e7 pd | f7 pd | g7 pd | h7 pd |       |  |
| a6    | b6    | c6 pd | d6    | e6    | f6    | g6    | h6    |       |  |
| a5    | b5    | c5    | d5 pd | e5    | f5    | g5    | h5    |       |  |
| a4    | b4    | c4 pl | d4 pl | e4    | f4    | g4    | h4    |       |  |
| a3    | b3    | c3    | d3    | e3    | f3    | g3    | h3    |       |  |
| a2 pl | b2 pl | c2    | d2    | e2 pl | f2 pl | g2 pl | h2 pl |       |  |
| a1 rl | b1 nl | c1 bl | d1 ql | e1 kl | f1 bl | g1 nl | h1 rl |       |  |
|       |       |       |       |       |       |       |       |       |  |

La Defensa eslava (ECO D11-D19) 2.... c6, es una de las variantes principales del Gambito de dama. Lo que caracteriza a la Defensa eslava es la jugada c6. Si se hace en la jugada 2 la variante se llama eslava, y si se hace más adelante se llama semieslava. La mayor parte de las veces que se comienza con una Eslava se termina transponiendo a una Defensa semieslava. La idea de 2.... c6 es no dejar al alfil negro de casillas blancas encerrado antes de tiempo, e incluso sacarlo antes de hacer e6. No obstante hay algunas líneas específicas que no desembocan en una Semieslava. La Defensa eslava es tan correcta como la semieslava, y da más opciones. Suele dar a las negras posiciones sólidas. 
Línea principal
1.d4 d5
2.c4 c6
1.d4 d5 2.c4 c6 3.Cf3
1.d4 d5 2.c4 c6 3.Cf3 Cf6 4.e3 Sistema con 4.e3
1.d4 d5 2.c4 c6 3.Cf3 Cf6 4.e3 Af5
1.d4 d5 2.c4 c6 3.Cf3 Cf6 4.e3 Af5 5.cxd5 cxd5 6.Cc3
1.d4 d5 2.c4 c6 3.Cf3 Cf6 4.e3 Af5 5.cxd5 cxd5 6.Cc3 e6 7.Ce5 Cfd7
1.d4 d5 2.c4 c6 3.Cf3 Cf6 4.e3 Af5 5.cxd5 cxd5 6.Db3 Dc8 7.Ad2 e6 8.Ca3
1.d4 d5 2.c4 c6 3.Cf3 Cf6 4.cxd5 cxd5
1.d4 d5 2.c4 c6 3.Cf3 Cf6 4.cxd5 cxd5 5.Cc3 Cc6 6.Af4 Af5
1.d4 d5 2.c4 c6 3.Cf3 Cf6 4.cxd5 cxd5 5.Cc3 Cc6 6.Af4 Af5 7.e3 e6 8.Db3 Ab4
1.d4 d5 2.c4 c6 3.Cf3 Cf6 4.Cc3
1.d4 d5 2.c4 c6 3.Cf3 Cf6 4.Cc3 Db6
1.d4 d5 2.c4 c6 3.Cf3 Cf6 4.Cc3 g6
1.d4 d5 2.c4 c6 3.Cf3 Cf6 4.Cc3 dxc4 y aquí pasamos a las siguientes variantes:
1.d4 d5 2.c4 c6 3.Cf3 Cf6 4.Cc3 dxc4 5.a4 Af5 6.e3 Variante Holandesa (Posicional)
1.d4 d5 2.c4 c6 3.Cf3 Cf6 4.Cc3 dxc4 5.a4 Af5 6.Ce5 (Agresiva)
1.d4 d5 2.c4 c6 3.Cf3 Cf6 4.Cc3 dxc4 5.e4 b5 6.e5 Cd5 Gambito Geller 1.d4 d5 2.c4 c6 3.Cf3 Cf6 4.Cbd2
1.d4 d5 2.c4 c6 3.Cc3
1.d4 d5 2.c4 c6 3.Cc3 dxc4 4.e4 Gambito Alekhine
1.d4 d5 2.c4 c6 3.Cc3 e5 Gambito Wináwer
1.d4 d5 2.c4 c6 3.cxd5 Variante del cambio